# Justin Taylor
Justin Taylor es el más joven de los personajes protagonistas de la serie norteamericana Queer As Folk, basado en el personaje de la versión británica Nathan Maloney. En la serie, Justin, interpretado por Randy Harrison, está enamorado de Brian Kinney, que aunque le corresponde intenta hacerse el duro y el independiente; la relación entre ambos causa tensión en un principio entre Brian y su mejor amigo Michael. Debbie lo llama "Sunshine" (luz del sol) por su carácter alegre y hermosa sonrisa. 

## Descripción
Justin es un rubio y bello adolescente, al comenzar la serie tiene 17 años, nacido en una familia de clase media tradicional en Pittsburgh. Su madre es Jennifer y su padre Craig, un hombre de negocios graduado de Dartmouth College. Craig desea que su hijo vaya a Dartmouth a pesar de que el sueño de Justin es ser un artista. Justin tiene una hermana pequeña llamada Molly (que aparece solo en dos episodios) y su mejor amiga es Daphne Chanders. Justin y Daphne asisten juntos a la escuela preparatoria St. James, un colegio privado conservador.
Justin pese a su juventud tiene un carácter enérgico y maduro y desde el principio tiene muy claro lo que quiere y lucha por ello sin detenerse ante las dificultades, ni el qué dirán.
En el episodio piloto Justin sabe que es gay pero aún es virgen y habiendo decidido que ya es hora de iniciarse va por primera vez a la avenida Liberty, el barrio gay de la ciudad.

## Historia del personaje
Sin darle tiempo siquiera a entrar en el primer club gay Justin conoce a Brian Kinney, justo en la puerta de la discoteca Babylon, y este lo lleva a su casa para tener sexo con él. En el momento que iba a ser desvirgado Brian recibe la llamada telefónica avisándole de que va a ser inmediatamente padre y acuden al hospital juntos. Justin es responsable de llamar Gus al hijo biológico de Brian y Lindsay Peterson, una amiga lesbiana, y terminan la noche consumando la primera relación sexual del chico. Después de su encuentro, Justin se enamora de Brian y le persigue hasta que consigue acostarse con él de nuevo, rompiendo así la regla de Brian: no tener sexo con una misma persona dos veces. Esto provoca los celos y la hostilidad de Michael, el mejor amigo de Brian, hacia Justin porque está secretamente enamorado de su amigo. Durante la primera temporada, los padres de Justin tratan de aceptar su homosexualidad, pero finalmente se escapa de la casa, y se traslada inicialmente a casa de Debbie. Él permanece alejado de su padre por el resto de la serie, mientras que a su madre, Jennifer, le lleva un poco de tiempo entender a su hijo, y tras pocos meses se convierte en su apoyo y se involucra en el PFLAG.
Desde el principio Justin confiesa que es homosexual a su mejor amiga Daphne y comparte con ella sus peripecias amorosas. En la primera temporada ella le pide ser quien le quite la virginidad porque no quiere parecer inexperta ante el chico con el que sale, aunque el verdadero motivo es que está secretamente enamorada de él. Él acepta por amistad, y esto creará algo de tensión en la pareja de amigos hasta que la chica acepta la situación y que Justin está enamorado únicamente de Brian.
Justin trata de muchas formas que Brian no le haga de menos y se comporte con él como una verdadera pareja, compite (y gana) el concurso "El rey de Babylon" demostrándole que puede conquistar a cualquiera, incluso le quita una conquista, asimila el descaro y las técnicas de ligue de Brian y le muestra su afecto de múltiples maneras. A pesar de que nada parece inmutarlo y apartarse de su actitud distante.
Justin invita a Brian a ser su pareja en la fiesta de graduación, Brian se niega inicialmente pero se presenta en la graduación, ambos bailan y se besan sin el menor reparo convirtiéndose en el centro de atención de la fiesta. Justin la describe como "la mejor noche de su vida." Tras lo cual Justin es atacado por un estudiante homóbofo, Chris Hobbs, en el garaje. Los golpes que recibe en la cabeza con un bate de base lo dejan en coma por dos semanas y con el brazo roto, dejándole secuelas que dificultan su habilidad para dibujar.
Durante un tiempo se siente resentido por su agresión y se une a una patrulla de protección gay en la que al principio se dedica a defender a los homosexuales de las agresiones, pero que después empieza a derivar en provocar altercados, influido por su nuevo amigo Cody, que le lleva a buscar venganza con Chris Hobbs, pero tras darle un escarmiento no se deja llevar por el odio demasiado lejos.
Justin es aceptado en la escuela de economía Dartmouth College pero opta por ir al Instituto de Bellas Artes en Pittsburgh para seguir sus sueños. Venciendo sus dificultades gracias a un ordenador con programa de dibujo que le regala Brian, que además lo lleva a vivir con él.
Junto con Michael Novotny, que finalmente ha superado sus celos, crean un cómic de un superhéroe gay llamado Rage, basado en las historias de sus propias vidas y que tiene la imagen de Brian.
Experimenta problemas de dinero cuando su padre se rehúsa a pagar las tasas de su escuela, entonces Justin decide convertirse en un bailarín go-go en Babylon, a pesar de que Brian le insiste en que puede ayudarlo. El nuevo trabajo nocturno de Justin lo deja exhausto y después de un acoso sexual del jefe y que ve que puede terminar siendo usado como un objeto sexual de intercambio, finalmente renuncia y acepta la ayuda de Brian.
Ante la aparente indiferencia amorosa de Brian Justin comienza una relación con Ethan Gold, un talentoso estudiante de violín, cuando siente que Brian no va a quererle nunca. Justin abandona a Brian y se va a vivir con Ethan. Brian a pesar de sentirse profundamente herido y echar mucho de menos a Justin no intenta recuperarlo. 
Tras la traición de Ethan con un fan, Justin le hace caso a Daphne y trata de recuperar a Brian consiguiendo un empleo en la agencia de Brian. Después de varias tensas semanas, Justin finalmente logra seducir de nuevo a Brian. Esto lleva a la reconciliación y a que vuelvan a vivir juntos.
En más de una ocasión, Justin salvó a Brian de problemas legales. La primera vez le libró de un empleado de Brian que había denunciado a Brian por acoso sexual en el trabajo, cuando había sido al contrario el empleado se había insinuado a Brian. Justin sedujo a este empleado y le amenazó con denunciarle por haber tenido relaciones sexuales con un menor si no retiraba la denuncia de Brian. La segunda vez fue cuando, estando todavía con Ethan, consiguió que el sobrino de once años dijera la verdad tras haber denunciado a Brian por abuso sexual, cuando lo cierto es que Brian solo le había dado una bofetada al sorprenderle robando dinero de su cartera. Justin consiguió que confesara al darse cuenta y demostró que el niño llevaba puesta una pulsera que también había robado a Brian.
Justin abandona momentáneamente la escuela de arte cuando el director le exige una disculpa al jefe de policía y candidato a la alcaldía Jim Stockwell tras haber saboteado su campaña, con la ayuda de Brian, por medio de carteles que le ridiculizaban.
Durante la quinta y última temporada la relación entre Brian y Justin se vuelve más inestable aún. Justin se traslada a Los Ángeles para trabajar en una película basada en su cómic Rage lo que les aleja durante un tiempo y hace pensar a Brian que lo ha perdido para siempre. Cuando el proyecto se cancela y Justin regresa y cuando se da cuenta de que Brian no le va a dar lo que él quiere que es una relación estable y formar una familia como la que tienen Michael y Ben, decide que es mejor que se separen. Pero tras la explosión de una bomba en Babylon, Brian se da cuenta de que no puede vivir sin Justin, por fin le declara su amor y le pide que se casen. Justin acepta y planean una boda inminente, renunciando a ir a Nueva York y convertirse en un artista de renombre como le habían aconsejado tras una exitosa exposición de su obra. Cuando Lindsay le dice a Brian a lo que estaba renunciando Justin por casarse con él, Brian va a hablar con Justin y le dice que debería irse y realizarse como artista y no deberían casarse. Justin que también se da cuenta de que Brian solo se quiere casar con él para complacerle pero que no es lo que realmente desea. Por ello acuerdan cancelar la boda y le dicen a todos sus amigos que van a seguir siendo felices juntos pero sin casarse.
Antes de irse a Nueva York, pasan una romántica última noche juntos en la que Brian le dice que se quede con el anillo de compromiso y Justin le asegura que van a seguir viéndose frecuentemente aunque vivan lejos.

## Premios
En noviembre de 2007 Justin fue elegido en tercera posición de la lista Los 25 personajes gais más importantes de la televisión, en la AfterEllen's sister y AfterElton, tras su novio Brian Kinney y Jack McFarland de Will & Grace que quedaron en primer y segundo puesto respectivamente.